# Panotti

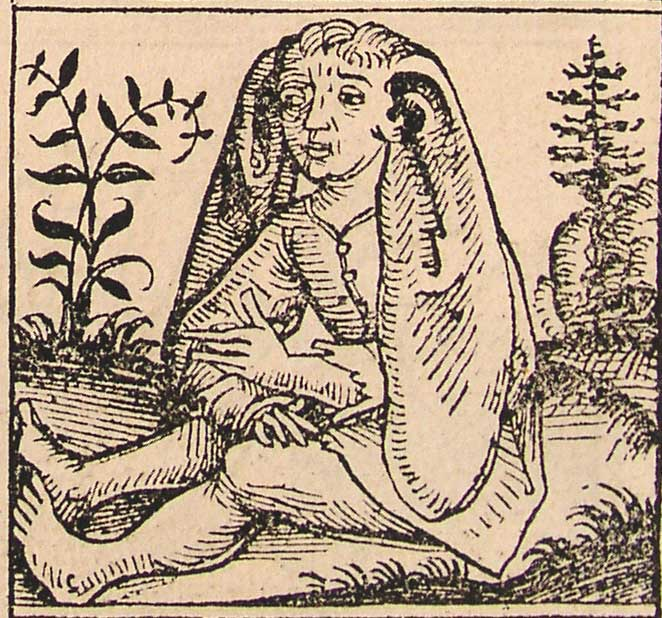
Voorstelling van de Panotti in de Kroniek van Neurenberg.

De Panotti (van de Griekse woorden πᾶν en οὖς voor 'een en al oor') waren een mythisch ras dat gekenmerkt werd door de lange oren die het hele lichaam konden bedekken.

## Achtergrond
Deze mythische wezens werden voor het eerst aangehaald door klassieke schrijvers zoals Plinius de Oudere. Deze schrijft onder andere dat de panotti op 'een en al oor' eilanden leefden. Pomponius Mela, daarentegen, schrijft dat ze vlak bij de Orkneyeilanden leefden, die ze deelden met andere creaturen zoals de Oeonae en Hippopodes (zij die de voeten van een paard hebben). 

Ook Isidorus van Sevilla haalt de Panotti aan.
Ze verschenen onder andere in de novelle 'Baudolino' van Umberto Eco.

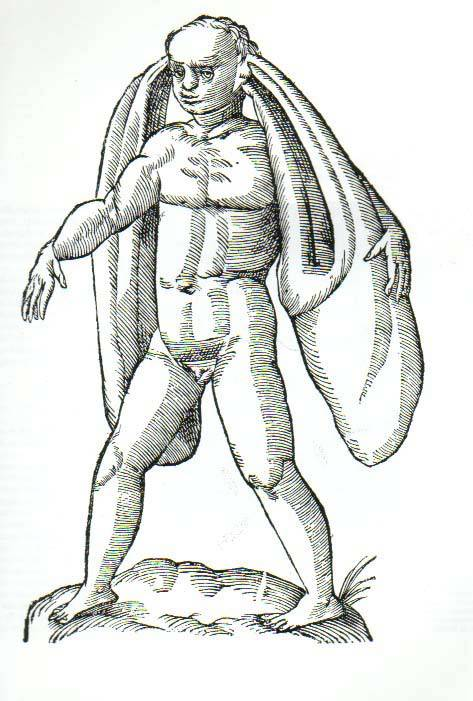
Homo Fanesius Auritus, uit Monstrorum historia van Jean-Baptiste Coriolan, 1642

## Beschrijving
Scylax schrijft de Panotti oren toe, die zo lang waren als een schep. Ctesias zei echter dat de oren om de rug heen tot de ellebogen konden reiken. Volgens Megasthenes sliepen deze mensen ook op hun oren. Latere klassieke schrijvers wezen de Panotti de eilanden in de noordelijk-gelegen oceaan als woonplaats toe.

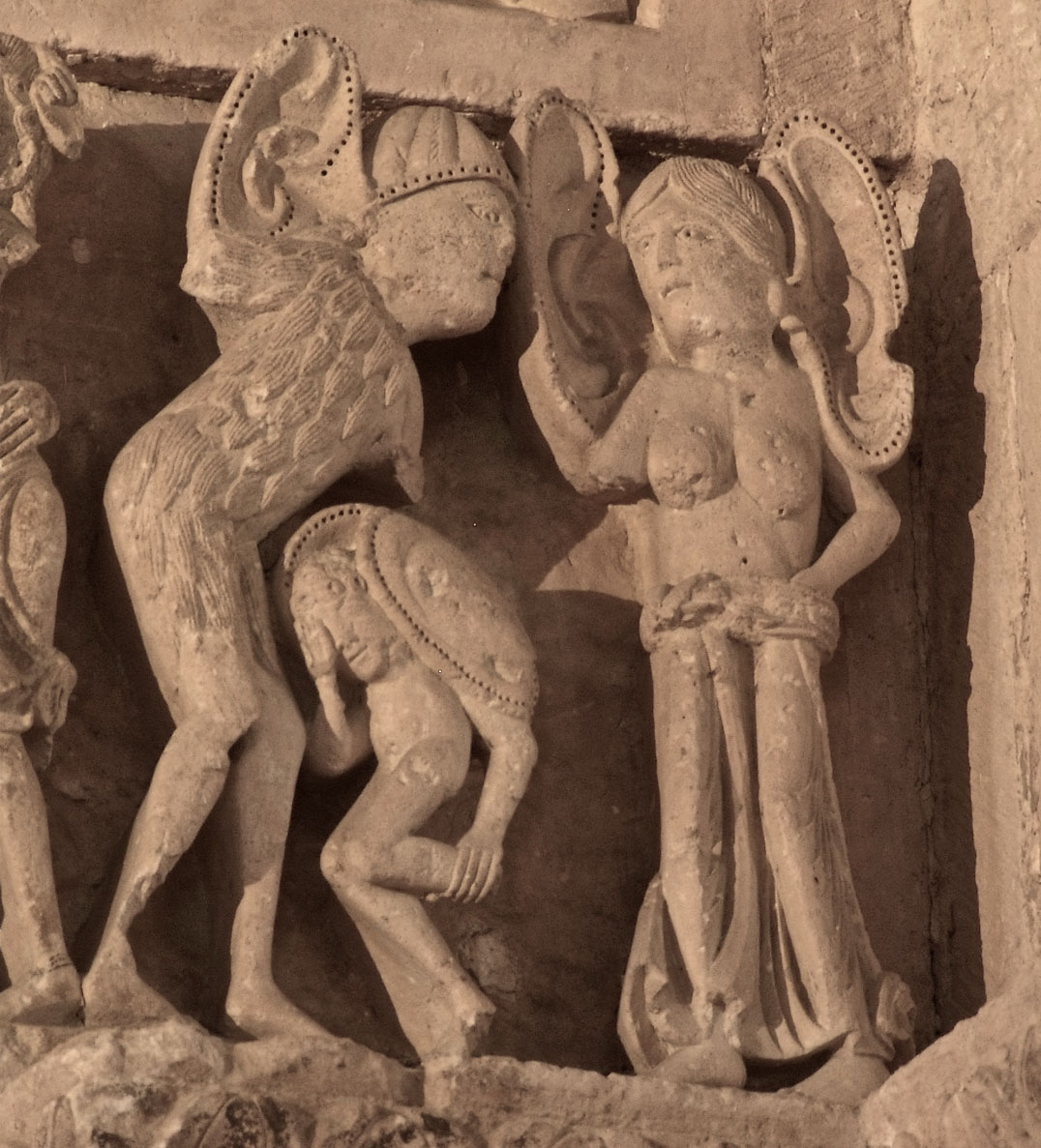
Panotti in de Basiliek van Vézelay